# Tờ cổ phiếu

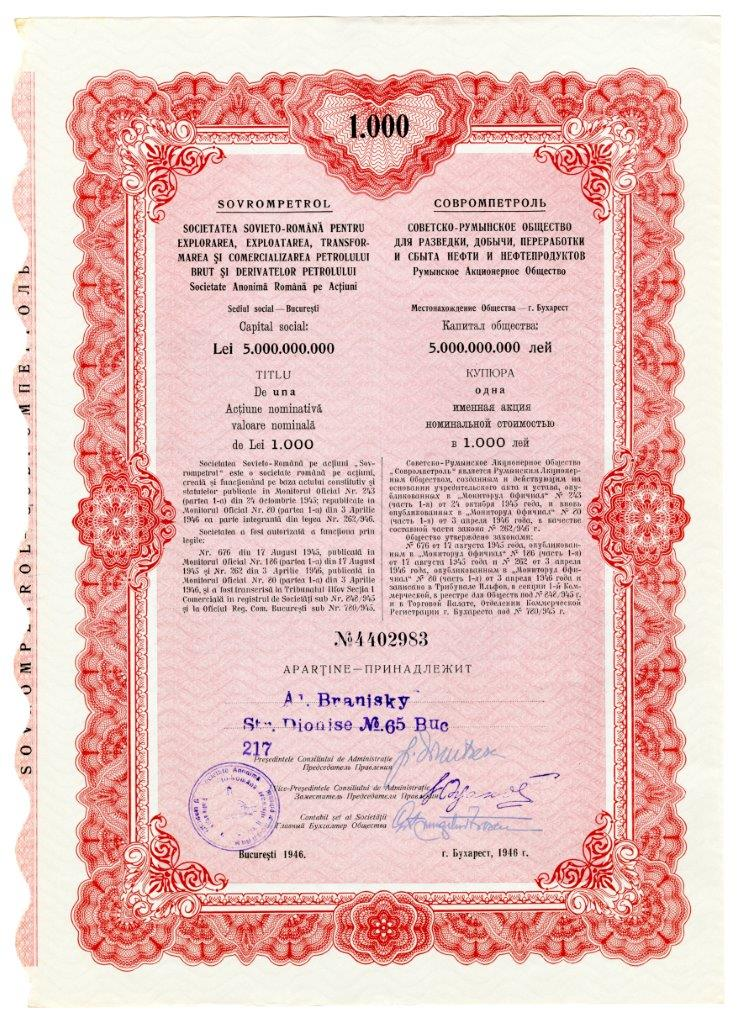
Một tờ cổ phiếu có mệnh giá 1.000 của Romania, lưu hành vào những năm 1946

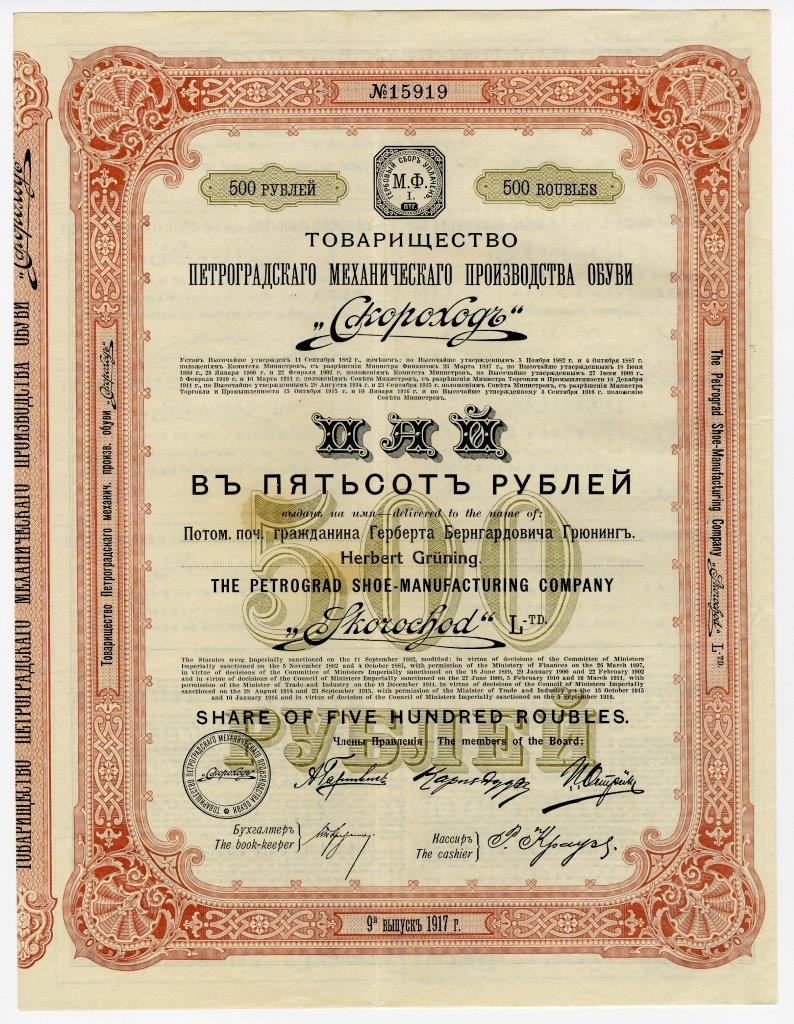
Một tờ cổ phiếu mệnh giá 500 của Nga do Công ty Skorokhod phát hành vào năm 1917

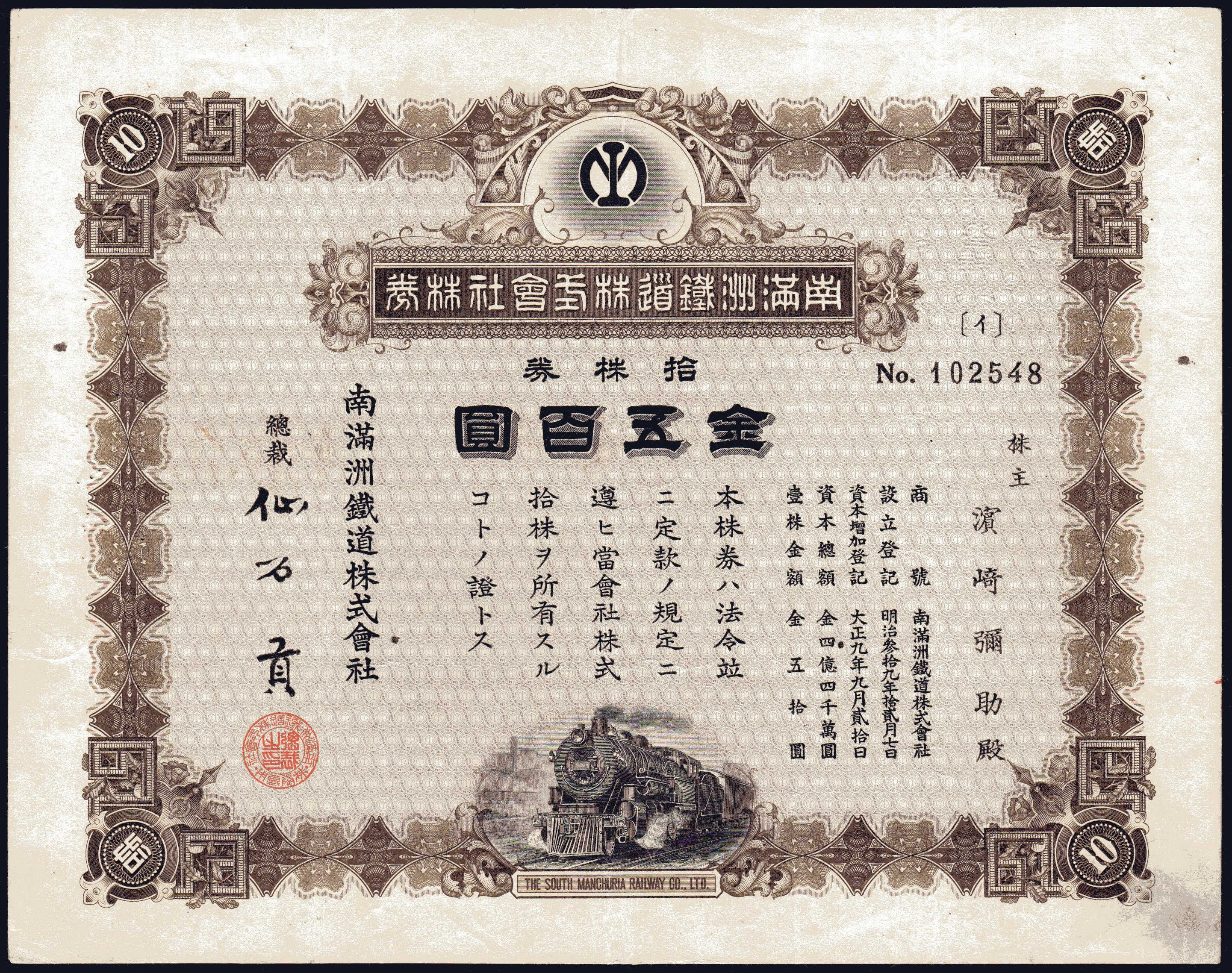
Một tờ cổ phiếu Nam Mãn Châu lưu hành vào năm 1920

Tờ cổ phiếu (Stock certificate) còn được gọi là giấy chứng nhận cổ phiếu hoặc chứng chỉ cổ phần (Share certificate) là một văn bản pháp lý chứng nhận quyền lợi hợp pháp (một tập hợp nhiều quyền hợp pháp) của quyền sở hữu một số lượng cổ phiếu cụ thể (hoặc, theo Điều 8 của Bộ luật thương mại thống nhất tại Hoa Kỳ, quyền sở hữu chứng khoán hoặc cổ phần theo tỷ lệ của một khối lượng có thể thay thế) hoặc vốn cổ phần trong một tập đoàn. Những loại hình đầu tiên như vậy đã được sử dụng ở Hà Lan vào năm 1606 và ở Hoa Kỳ vào năm 1800. 

## Đại cương
Theo truyền thống, chứng chỉ có thể được yêu cầu để chứng minh quyền được hưởng cổ tức, với biên lai thanh toán được xác nhận ở mặt sau, và chứng chỉ gốc có thể được yêu cầu cung cấp để thực hiện việc chuyển nhượng cổ phần. Tại Hoa Kỳ (ở một mức độ hạn chế) và các quốc gia khác, đăng ký điện tử đang thay thế chứng chỉ cổ phiếu cho chủ sở hữu có lợi (mặc dù các kho lưu ký nắm giữ cho họ có thể tự nắm giữ chứng chỉ), với các công ty đôi khi không còn được yêu cầu phát hành chứng chỉ giấy. Quyền của cổ đông phải tuân theo các yêu cầu về khả năng thanh toán của các chủ nợ chung của bên phát hành và bất kỳ điều khoản và điều kiện nào được ghi hợp lệ trên mặt chứng chỉ cổ phiếu, là một phần của thỏa thuận chung giữa cổ đông cụ thể và bên phát hành. Chứng chỉ cổ phiếu được chuyển nhượng dưới dạng công cụ có thể chuyển nhượng hoặc bán có thể chuyển nhượng bằng cách chứng thực và chuyển giao, và điều lệ của bên phát hành thường yêu cầu rằng việc chuyển nhượng phải được đăng ký với bên phát hành (thường thông qua đại lý chuyển nhượng của bên phát hành) để bên nhận chuyển nhượng có thể tham gia với tư cách là thành viên của công ty.
Theo quy định của Luật Doanh nghiệp Việt Nam thì cổ phiếu là chứng chỉ do công ty cổ phần phát hành, bút toán ghi sổ hoặc dữ liệu điện tử xác nhận quyền sở hữu một hoặc một số cổ phần của công ty đó. Cổ phiếu phải bao gồm các nội dung chủ yếu gồm: Tên doanh nghiệp, mã số doanh nghiệp, địa chỉ trụ sở chính của công ty; Số lượng cổ phần và loại cổ phần; Mệnh giá mỗi cổ phần và tổng mệnh giá số cổ phần ghi trên cổ phiếu; Họ, tên, địa chỉ liên lạc, quốc tịch, số giấy tờ pháp lý của cá nhân (đối với cổ đông là cá nhân); Tên, mã số doanh nghiệp hoặc số giấy tờ pháp lý của tổ chức, địa chỉ trụ sở chính (đối với cổ đông là tổ chức); Chữ ký của người đại diện theo pháp luật của công ty; Số đăng ký tại sổ đăng ký cổ đông của công ty và ngày phát hành cổ phiếu; Nội dung khác theo quy định. Trường hợp có sai sót trong nội dung và hình thức cổ phiếu do công ty phát hành thì quyền và lợi ích của người sở hữu cổ phiếu đó không bị ảnh hưởng. Trường hợp cổ phiếu bị mất, bị hư hỏng hoặc bị hủy hoại dưới hình thức khác thì cổ đông được công ty cấp lại cổ phiếu theo đề nghị của cổ đông đó. Đề nghị của cổ đông phải bao gồm các nội dung là thông tin về cổ phiếu đã bị mất, bị hư hỏng hoặc bị hủy hoại dưới hình thức khác; cam kết chịu trách nhiệm về những tranh chấp phát sinh từ việc cấp lại cổ phiếu mới.